# Orasema pireta
Orasema pireta är en stekelart som beskrevs av John M. Heraty 1993. Orasema pireta ingår i släktet Orasema och familjen Eucharitidae.
Artens utbredningsområde är Paraguay. Inga underarter finns listade i Catalogue of Life.